# Psathyrella potteri
Psathyrella potteri är en svampart som tillhör divisionen basidiesvampar, och som beskrevs av Alexander Hanchett Smith. Psathyrella potteri ingår i släktet Psathyrella, och familjen Psathyrellaceae. Arten är reproducerande i Sverige.